# Ahhiyawa
Aḫḫiyawa is de Hettitische (Nešili) benaming voor waarschijnlijk het Achaïsche koninkrijk. De koning van Aḫḫiyawa wordt ten minste eenmaal als 'broeder' aangesproken binnen de bewaard gebleven Hettitische correspondentie. Deze titel was voorbehouden aan heersers die als gelijkwaardige partner beschouwd werden. Dit varieerde met de tijd en werd in de late bronstijd veelal gebruikt voor de heersers van Egypte, Babylonië, Mitanni en Assyrië. Of Aḫḫiyawa daadwerkelijk een dergelijke positie bekleedde is niet zeker; de hettitoloog Trevor Bryce stelt dat de titel "broeder" binnen het verband van de correspondentie kan worden opgevat als "ad-hocdiplomatie". De waarschijnlijke schrijver van de brief (Hattusili III) zou op zoek zijn geweest naar bevestiging van zijn eigen titel als "Groot Koning". Daarnaast lijkt de retoriek van de brief gebruik te maken van vleierij.
Aḫḫiyawa controleerde waarschijnlijk een bruggenhoofd op het vasteland van Klein-Azië rond de stad Milawata of Millawanda. Achter deze naam gaat hoogstwaarschijnlijk Milete schuil. De stad is ten minste eenmaal platgebrand door de Hettiten (Mursili II) na onenigheden in West-Anatolië.
Sommigen beschouwen Aḫḫiyawa als de Hettitische naam voor wat tegenwoordig als het 'Myceens grondgebied' of het 'Griekse thuisland' in de Late Bronstijd wordt aangeduid. Hier is echter nog geen hard bewijs voor. De probleemstelling die zich bezighoudt met de identificatie van het koninkrijk wordt ook wel het Aḫḫiyawa-vraagstuk genoemd of in het Engels The Aḫḫiyawa Question. De naam staat o.a. vermeld in een Tawagalawa brieftablet van Hattusilis III uit 1260 v.Chr.